# Arat
|  | Per a altres significats, vegeu «Arat (desambiguació)». |

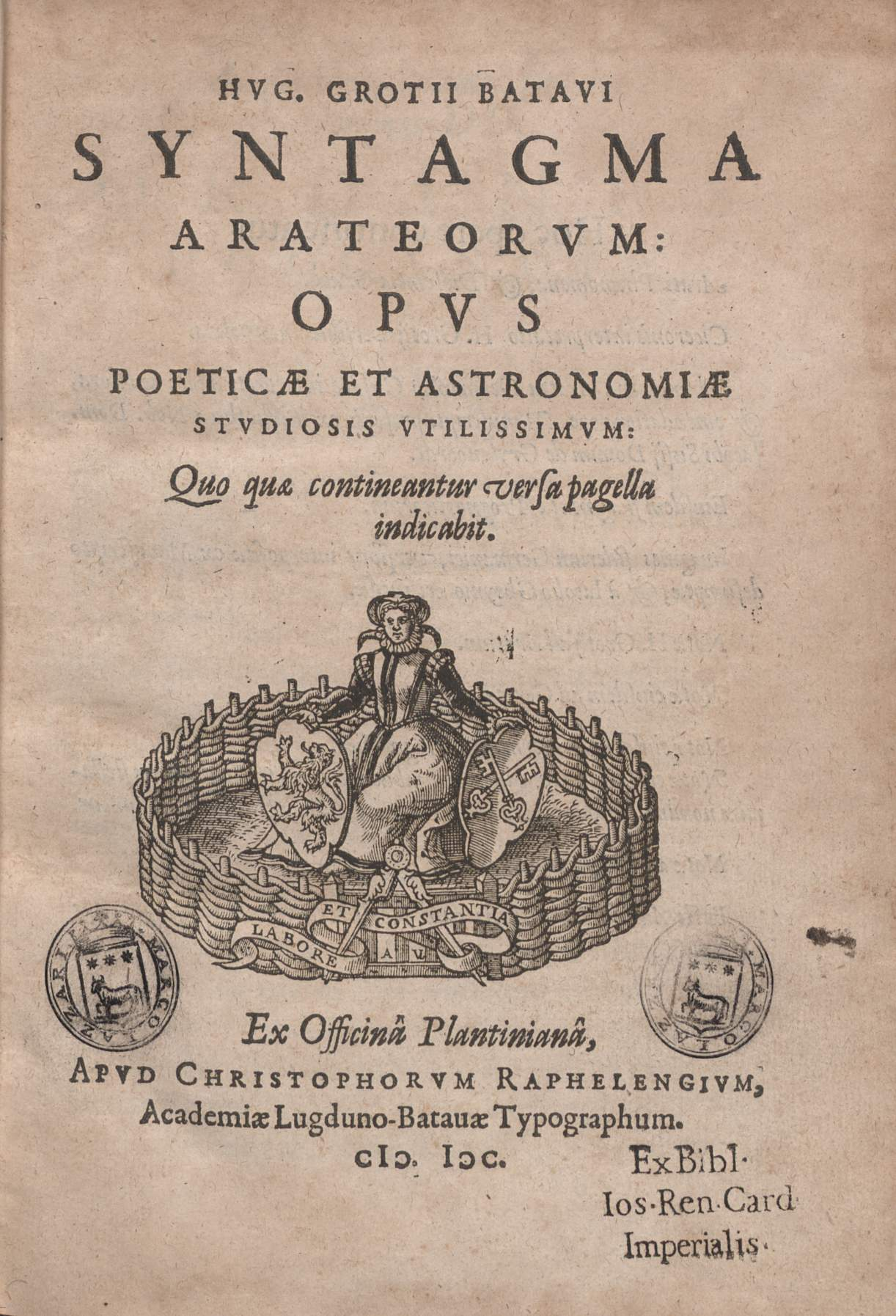
Phaenomena

Arat (grec antic: Ἄρατος, llatí: Aratus) (Solos (Cilícia), darrers anys del segle iv aC - Macedònia segon terç del segle iii aC), fou un poeta i erudit grec de l'època hel·lenística, autor del poema didàctic conegut ja en l'antiguitat com a Fenòmens.

## Biografia
A diferència d'altres autors de la seva època, pel que fa a Arat es disposa de diversos manuscrits relatius a la seva vida, així com una entrada a l'enciclopèdia romana d'Orient Suda. L'acadèmic que més ha treballat en l'estudi dels testimonis biogràfics antics (Vitae) d'Arat, Jean Martin, conclou no obstant que la indicada riquesa documental relativa a la vida d'Arat és només aparent, ja que al capdavall la informació d'interès i fiable és escassa i, sovint, contradictòria.
Amb tot, és generalment acceptat que Arat nasqué a la ciutat de Solos, a Cilícia, un antic establiment fenici en què els rodis fundaren una colònia al segle viii. Hi ha bastant consens en què Arat s'estigué, per un temps, a Atenes, el que faria versemblant la seva relació amb Zenó i amb el seu deixeble Perseu, tot i que no és segur que for seguidor de llur escola. L'únic episodi de la seva vida que es pot datar de forma bastant precisa és la seva estada a la cort del rei Antígon II Gònates de Macedònia, on hauria assistit a la boda entre aquest i Fila, germana d'Antíoc I, la qual tingué lloc a Pel·la l'any 276 aC, afermant la pau entre ambdues monarquies.

## Obres
A part dels Fenòmens, diverses tradicions clàssiques i la Suda li atribueixen també escrits mèdics, obres breus i treballs gramaticals en prosa, si bé no hi ha seguretat ni consens acadèmics sobre la fiabilitat de tals atribucions.

### ElsFenòmens
Els Fenòmens (Φαινόμενα), tal com és coneguda des de l'antiguitat l'obra d'Arat, tracta dels «signes de tota mena que resulten susceptibles d'ésser observats i interpretats per l'home, des dels cossos del firmament (el Sol, la Lluna i les estrelles), fins als éssers i objectes de la Terra (animals, plantes, núvols, mar, foc.»
Els destinataris teòrics dels Fenòmens serien els camperols i els mariners, que si seguien les indicacions del poeta podrien dur a terme les seves activitats amb menys risc, el que configuraria l'obra (escrita en hexàmetres i en la vella llengua èpica) dins de la poesia didàctica. No obstant, de l'anàlisi estilístca de l'obra resulta evident que els veritables destinataris de l'obra serien lectors dotats d'una elevada cultura literària, el que porta a entendre l'obra, al seu torn, com a poesia erudita i refinada

### ElsFenòmensen català
L'any 1912, a Barcelona, en la col·lecció Biblioteca de autores griegos y latinos, promoguda per Lluís Segalà i C. Parpal, aparegué l'edició d'un fragment dels Fenòmens, en concret els versos 96 a 137 relatius a la constel·lació de la Verge, que contenia una versió en prosa en castellà a càrrec de Josep Banqué i Feliu, i versions poètiques en castellà, per Antonio González Garbín, en català, per Domènec Corominas i Prats, en gallec, per Juan Barcia Caballero i en èuscar, per Juan Lertxundi Baztarrika.
El 1992, el professor Jaume Almirall i Sardà es doctorà amb la seva tesi Poesia i poètica en els "Fenòmens", d'Arat, i el 1996, a la Col·lecció Fundació Bernat Metge, publicà la traducció íntegra al català dels Fenòmens, anotada i amb edició del text original.